# Trichocolletes marginatus
Trichocolletes marginatus is een vliesvleugelig insect uit de familie Colletidae. De wetenschappelijke naam van de soort is voor het eerst geldig gepubliceerd in 1879 door Smith.
De bij wordt 15-16 millimeter lang. De soort komt voor langs de kust van zuidelijk West-Australië.